# Адамс (округ, Вашингтон)
Шаблон:StateAbbr_ 46°59′ пн. ш. 118°34′ зх. д. / 46.99° пн. ш. 118.56° зх. д.
Округ  Адамс (англ. Adams County) — округ (графство) у штаті Вашингтон, США. Ідентифікатор округу 53001.

## Історія
Округ утворений 1883 року.

## Демографія
За даними перепису 2000 року загальне населення округу становило 16428 осіб, зокрема міського населення було 7862, а сільського — 8566. Серед мешканців округу чоловіків було 8395, а жінок — 8033. В окрузі було 5229 домогосподарств, 4094 родин, які мешкали в 5773 будинках. Середній розмір родини становив 3,52.
Віковий розподіл населення поданий у таблиці:
| Стать    | До 15 років | 15-21 | 22-29 | 30-39 | 40-49 | 50-65 | 65-85 | Понад 85 |
| -------- | ----------- | ----- | ----- | ----- | ----- | ----- | ----- | -------- |
| Чоловіки | 2419        | 1013  | 907   | 1150  | 1059  | 1071  | 715   | 61       |
| Жінки    | 2238        | 891   | 828   | 1033  | 1051  | 1061  | 793   | 138      |

## Суміжні округи
- Лінкольн — північ
- Вітмен — схід
- Франклін — південь
- Грант — захід

## Виноски
1. ↑  U.S. Decennial Census. United States Census Bureau. Архів оригіналу за 26 квітня 2015. Процитовано 7 січня 2014.
2. ↑  Historical Census Browser. University of Virginia Library. Архів оригіналу за 11 серпня 2012. Процитовано 7 січня 2014.
3. ↑  Population of Counties by Decennial Census: 1900 to 1990. United States Census Bureau. Архів оригіналу за 2 лютого 2019. Процитовано 7 січня 2014.
4. ↑  Census 2000 PHC-T-4. Ranking Tables for Counties: 1990 and 2000 (PDF). United States Census Bureau. Архів оригіналу (PDF) за 18 грудня 2014. Процитовано 7 січня 2014.
5. ↑  State & County QuickFacts. United States Census Bureau. Архів оригіналу за 28 липня 2011. Процитовано 7 січня 2014. [Архівовано 2011-07-28 у Wayback Machine.](англ.) Наведено за англійською вікіпедією.
6. ↑  American FactFinder. Бюро перепису населення США. Архів оригіналу за 26 лютого 2012. Процитовано 31 січня 2008. [Архівовано 2008-05-21 у Wayback Machine.]

| США | Це незавершена стаття з географії США. Ви можете допомогти проєкту, виправивши або дописавши її. |